# Ochotniczy Fiński Batalion Waffen-SS

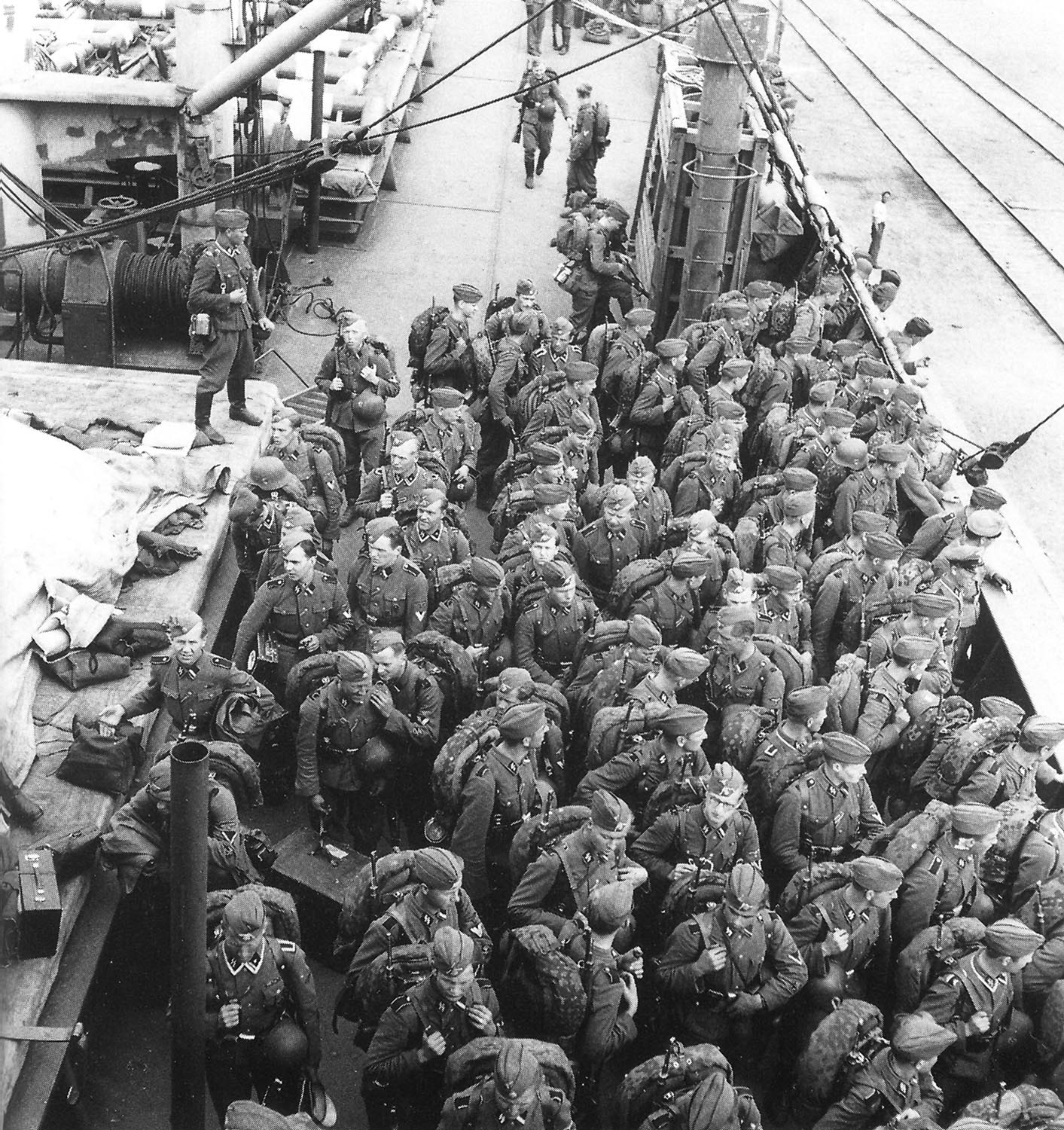
Finowie wracają do kraju. Zdjęcie zrobione w 1943 r. w Finlandii

Ochotniczy Fiński Batalion Waffen-SS (niem. Finnisches Freiwilligen-Bataillon der Waffen-SS) – ochotnicza jednostka wojskowa Waffen-SS złożona z Finów podczas II wojny światowej.

## Geneza
Początkowo w SS służyli tylko przedstawiciele narodów germańskich, jednak działania na froncie zmusiły Niemców do poszukiwania nowych rezerw ludzkich, znaleziono je wśród ludów fińskich - Finów i Estończyków oraz bałtyckich Łotyszy. W grudniu 1940 r. kierownictwo SS nawiązało kontakty z fińskim rządem w ramach negocjacji wojskowych Niemiec i Finlandii. Przedstawiło ono propozycję wydzielenia do niemieckiej armii pewnej liczby ochotników jako wyrazu sojuszu obu krajów. Powoływało się przy tym na przykład służby batalionu fińskiego u boku Niemców na froncie wschodnim w okresie I wojny światowej. Finowie zgodzili się, zarówno z powodu zademonstrowania przyjaźni fińsko-niemieckiej, jak też w celu jej zacieśnienia. Minister spraw zagranicznych polecił b. szefowi służb specjalnych, Esko Riekkiemu, przeprowadzenie w tajemnicy rekrutacji do planowanej jednostki. Zakazano werbunku skrajnie prawicowych ekstremistów i sympatyków nazizmu. Rekruci musieli odpowiadać odpowiednim warunkom rasowym i zdrowotnym, mieć min. 170 cm wzrostu, wiek od 17 do 23 lat i wypełnić specjalny formularz. Większość z nich była członkami tzw. białych gwardii zwanych po fińsku Suojeluskunta. Werbunek przyniósł prawie 100 oficerów służby stałej i rezerwy, co było za dużą liczbą jak na potrzeby oddziału w sile batalionu. Niemcy zaproponowali fińskim władzom zwiększenie rekrutacji w celu sformowania pułku, ale plan ten został odrzucony.

## Zarys dziejów jednostki
Ostatecznie fiński batalion został utworzony w 1941 r. pod nazwą SS Freiwilligen-Battalion "Nordost". Na jego czele stanął SS-Obersturmbannführer Hans Collani. Składał się z trzech kompanii piechoty i kompanii karabinów maszynowych. Jego stan liczebny wynosił 1200 żołnierzy, którzy podpisali kontrakt na walkę przeciwko ZSRR na okres 2 lat. Kadra oficerska i podoficerska była całkowicie fińska. Po początkowym szkoleniu w Wiedniu Finowie zostali przeniesieni w lipcu 1941 r. do Stralsundu w Niemczech, a na początku sierpnia do Gross-Born na Pomorzu. Tam przydzielono ich do 5 Dywizji SS "Wiking", w której służyła już pewna liczba fińskich żołnierzy. W styczniu 1942 r. Batalion został przetransportowany na front wschodni i wziął udział w walkach nad rzeką Mius, a następnie na Kaukazie. W maju 1943 r., po skończeniu się kontraktu, Finów wycofano z frontu, rozwiązując w lipcu jednostkę. Ogółem jej straty wyniosły 255 zabitych, 686 rannych i 14 zaginionych. Hitlerowscy oficjałowie, w tym przede wszystkim Reichsführer-SS Heinrich Himmler, byli pod wrażeniem walk Batalionu, mając jak najlepsze zdanie o fińskich żołnierzach. Finowie, którzy wyrazili chęć dalszej walki przeciwko Sowietom w ramach Waffen-SS, weszli następnie w skład 11 Ochotniczej Dywizji Grenadierów Pancernych SS "Nordland" lub SS-Standarte Kurt Eggers.
Żołnierze Batalionu nosili niemieckie mundury Waffen-SS. Od listopada 1941 r. przy mankiecie znajdowała się opaska z napisem Finnisches Frw. Bataillon der Waffen-SS.